# Plasa Unirea
 Plasa Unirea a fost o unitate administrativă de ordin doi din cadrul județului Turda. Reședință de plasă era Vințu de Sus, în prezent localitatea Unirea din județul Alba.

## Istoric
Plasa a fost constituită ulterior (după recensământul din 1930) prin reorganizarea teritorială a celor trei plăși din vestul județului, Mihai Viteazul, Câmpia Turzii și Luduș.

### Demografie
La recensământul din 1930 au fost înregistrați 33.706 locuitori, dintre care 22.393 români (66,4%), 9.465 maghiari (28,1%), 933 țigani (2,8%), 832 evrei (2,5%) ș.a. Sub aspect confesional populația era alcătuită din 19.106 greco-catolici (56,7%), 7.687 reformați (22,8%), 4.003 ortodocși (11,9%), 1.798 romano-catolici (5,3%), 835 mozaici (2,5%) ș.a.